# (2-硝基丙烯基)苯
(2-硝基丙烯基)苯是一种有机化合物，化学式为C9H9NO2。它可由苯甲醛和硝基乙烷在催化下反应制得。在不同的反应条件下，它还原可以得到(2-硝基丙基)苯、苯基丙酮、苯基丙酮肟或苯丙胺。